# Resolutie 2064 Veiligheidsraad Verenigde Naties
Resolutie 2064 van de Veiligheidsraad van de Verenigde Naties is op 30 augustus 2012 aangenomen met unanimiteit van stemmen. De resolutie verlengde de in 1974 opgerichte UNIFIL-waarnemingsmacht in de Golan-hoogte opnieuw met een jaar. Secretaris-generaal Ban Ki-moon had een budget van €418 miljoen voorzien voor de periode juli 2012-2013.

## Achtergrond
Na de Israëlische inval in Zuidelijk Libanon eind jaren 1970, stationeerden de Verenigde Naties de tijdelijke VN-macht UNIFIL in de streek. Die moest er de vrede handhaven totdat de Libanese overheid haar gezag opnieuw kon doen gelden.
In 1982 viel Israël Libanon opnieuw binnen voor een oorlog met de Palestijnse PLO. Midden 1985 begon Israël met terugtrekkingen uit het land, maar geregeld vonden nieuwe aanvallen en invasies plaats.
Op 12 juli 2006 brak een oorlog uit tussen Hezbollah uit Libanon en Israël die een maand zou duren.

## Inhoud
Libanon had zelf gevraagd om UNIFIL opnieuw te verlengen. Nog steeds werd de volledige uitvoering van resolutie 1701 uit 2006 nagestreefd. Hierbij werd de nadruk gelegd op het wapenembargo. Er bestond ernstige bezorgdheid over de schendingen van die resolutie. Voorts was het belangrijk dat alle partijen de Blauwe Linie respecteerden. De terreuraanslagen tegen UNFIL op 9 december 2011 werden streng veroordeeld.
UNIFIL's mandaat werd tot 31 augustus 2013 verlengd.
Alle betrokken partijen werden opgeroepen het staken van de vijandelijkheden te respecteren, de Blauwe Linie niet te schenden en samen te werken met de VN en UNIFIL.
Op Israël werd aangedrongen zich snel terug te trekken uit Noord-Ghajar.

## Verwante resoluties
- Resolutie 2028 Veiligheidsraad Verenigde Naties (2011)
- Resolutie 2052 Veiligheidsraad Verenigde Naties
- Resolutie 2084 Veiligheidsraad Verenigde Naties
- Resolutie 2108 Veiligheidsraad Verenigde Naties (2013)

Lijst ·  2033 ·  2034 ·  2035 ·  2036 ·  2037 ·  2038 ·  2039 ·  2040 ·  2041 ·  2042 ·  2043 ·  2044 ·  2045 ·  2046 ·  2047 ·  2048 ·  2049 ·  2050 ·  2051 ·  2052 ·  2053 ·  2054 ·  2055 ·  2056 ·  2057 ·  2058 ·  2059 ·  2060 ·  2061 ·  2062 ·  2063 ·  2064 ·  2065 ·  2066 ·  2067 ·  2068 ·  2069 ·  2070 ·  2071 ·  2072 ·  2073 ·  2074 ·  2075 ·  2076 ·  2077 ·  2078 ·  2079 ·  2080 ·  2081 ·  2082 ·  2083 ·  2084 ·  2085